# Paratanais paraoa
Paratanais paraoa is een naaldkreeftjessoort uit de familie van de Paratanaidae. De wetenschappelijke naam van de soort is voor het eerst geldig gepubliceerd in 2011 door Bird.